# آرنولدیوس
آرنولدیوس (نام علمی: Arnoldius) نام یک سرده از تیره مورچه زیبا است. 

## گونه‌ها
- Arnoldius flavus (Crawley, ۱۹۲۲)
- Arnoldius pusillus (Mayr, ۱۸۷۶)
- Arnoldius scissor (Crawley, ۱۹۲۲)